# Garlaban
Il Garlaban è un'altura che sovrasta la città e la pianura di Aubagne e che raggiunge i 714 m di quota. Dà il nome al massiccio del Garlaban, pur non rappresentandone la cima più elevata.

## Descrizione

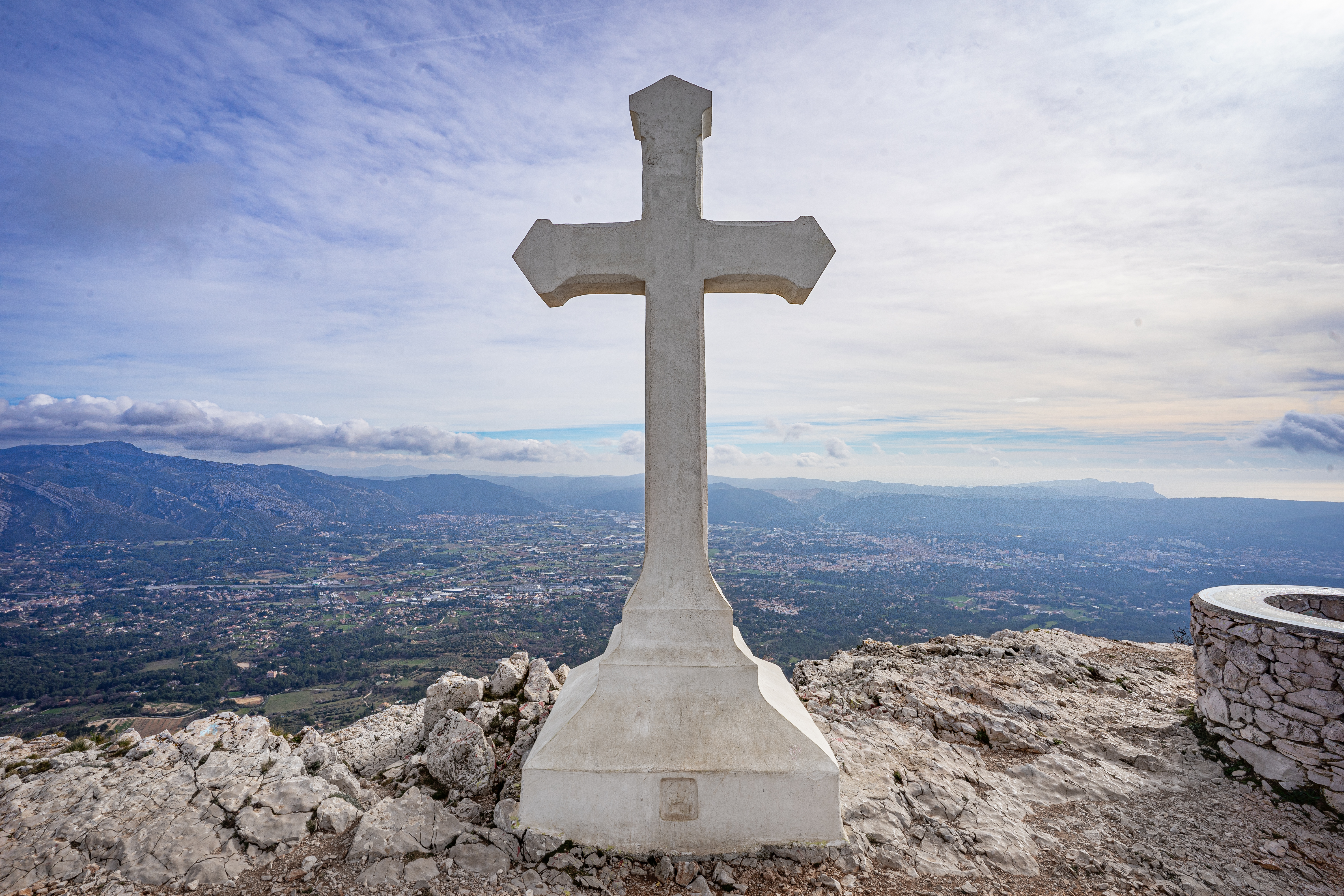
Il panorama dalla vetta con la croce in primo piano.

Il rilievo è ben visibile da molti punti nella parte meridionale del dipartimento Bocche del Rodano e, un tempo, veniva preso come punto di riferimento dai marinai che navigavano nella baia di Marsiglia.
Fu luogo di gioco nelle vacanze dell'infanzia dello scrittore Marcel Pagnol, il quale lo cita nell'incipit del romanzo La gloria di mio padre.

## Cartografia
- Cartografia ufficiale francese dell'Institut géographique national (IGN), consultabile online